# Wemes
Els wemes (o gbe, weme) són els membres d'un grup ètnic que vien al llarg de la riba del riu Ouémé, als departaments d'Ouémé i d'Atlantique al sud-est de Benín. Els wemes parlen la llengua gbe weme. Els wemes són un poble que forma part del grup d'ètnies guineanes; el seu codi ètnic és NAB59e i el seu ID de grup ètnic és 15909.

## Població, situació geogràfica i pobles veïns
El 1991 hi havia 60.000 wemes i segons el joshuaproject n'hi ha 261.000. Aquests tenen el territori als municipis d'Adjohoun, Bonou, Dangbo, Aguégué i Akpro-Missérété del departament d'Ouémé, a la riba del riu Ouémé i als municipis de Zè i d'Abomey-Calavi del departament Atlantique.
Els wemes tenen com a veïns els guns i els tofins, al sud; els ayizos a l'oest; els fon, al nord; i els nagos orientals, que parlen la llengua defoid nago oriental.

## Llengües
El weme és la llengua materna dels wemes, que també parlen el fon i el francès.

## Religió i creences
La majoria dels wemes creuen en religions africanes tradicionals (81%) i només el 18% són cristians. D'aquests, el 55% són catòlics, el 28 pertanyen a esglésies independents, el 15% són protestants i el 2% es consideren altres cristians. El 5% dels wemes cristians segueixen el moviment evangèlic.